# Mariä-Verkündigungs-Kathedrale (Pawlodar)

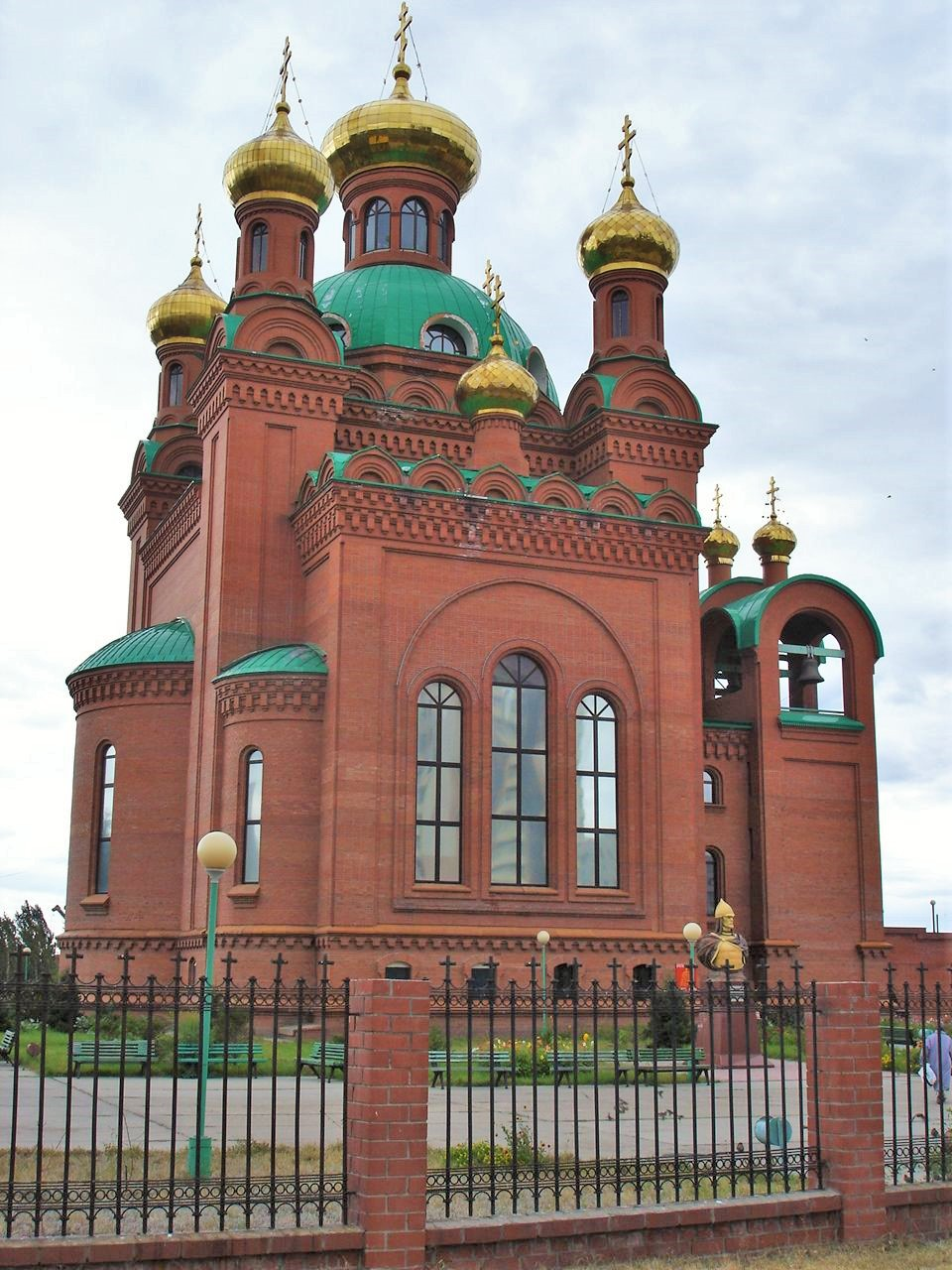
Die Mariä-Verkündigungs-Kathedrale

Die Mariä-Verkündigungs-Kathedrale (russisch Благовещенский собор Blagoweschtschenski Sobor) ist eine Russisch-Orthodoxe Kathedrale in der Stadt Pawlodar in Kasachstan. Mit dem Bau des Sakralbaus wurde im Jahr 1993 begonnen und am 23. Oktober 1999 wurde sie eröffnet. Sie befindet sich am Ufer des Flusses Irtysch im Zentrum der Stadt.
Die Kathedrale wurde nach dem Vorbild der Kathedralen im Moskauer Kreml errichtet. Die sieben Kuppeln stehen symbolisch für die sieben Sakramente in der orthodoxen Kirche. Die neun Glocken stammen ebenfalls aus Moskau. Die größte der Glocken hat ein Gewicht von 1024 Kilogramm, die kleinste von ihnen wiegt 4 Kilogramm. Das Dach der Kathedrale wurde in Nowosibirsk angefertigt. Das Hauptkreuz befindet sich in einer Höhe von 51 Metern.
Ebenfalls im Park, in dem sich die Kathedrale befindet, steht die Kapelle des Nikolaus von Myra. Diese wurde am 28. August 1998 durch den Erzbischof eingeweiht.